# Tranvia Stradella-Santa Maria della Versa
La tranvia Stradella-Santa Maria della Versa fu una linea tranviaria interurbana a trazione elettrica che fu in esercizio dal 1929 al 1956.

## Storia
Alla fine del XIX secolo le fiorenti produzioni vinicole della valle della Versa, nell'Oltrepò Pavese, iniziavano a sentire la necessità di un collegamento ferroviario che permettesse l'invio celere dei prodotti.
Nel 1914, dopo anni di discussioni, fu approvato il progetto di una tranvia interurbana a trazione elettrica che avrebbe collegato Santa Maria della Versa, centro della valle, alla città di Stradella, dotata di una stazione ferroviaria posta sulle linee Alessandria-Piacenza e Pavia-Stradella e collegata a Voghera tramite una tranvia a vapore.
Lo scoppio della prima guerra mondiale interruppe lo svolgimento dell'iter, ma al termine delle ostilità le comunità interessate rilanciarono il progetto, costituendo nel 1925 la Società Anonima Tranvia Elettrica Stradella-Santa Maria della Versa (SATE), che ottenne nel 1926 la concessione della linea, da essa gestita per tutta la sua esistenza.
I lavori di costruzione iniziarono immediatamente e la linea fu inaugurata il 18 ottobre 1929.
Dopo la seconda guerra mondiale le aziende vinicole della zona cominciarono ad orientarsi verso il trasporto su gomma, ritenuto più flessibile ed economico; lo scarso traffico passeggeri della linea, di interesse strettamente locale, non poteva giustificarne il mantenimento, ed essa venne pertanto chiusa nell'estate 1956.

## Percorso
| Unknown route-map component "d-CONT2" | Unknown route-map component "dSTRc3" |  |  |

| Unknown route-map component "dSTRc1" | Unknown route-map component "uexSTR+4" + Unknown route-map component "STR2+4" | Unknown route-map component "dSTRc3" |  |

| Unknown route-map component "d" | Unknown route-map component "uexHST" + Unknown route-map component "STRc1" | Unknown route-map component "BHF2+4" | Unknown route-map component "dSTRc3" |

| Unknown route-map component "d" | Unused straight waterway | Unknown route-map component "STRc1" | Unknown route-map component "dCONT4-" |

| Unknown route-map component "uexDST" |

| Unknown route-map component "uexBHF" |

| Unknown route-map component "uexHST" |

| Unknown route-map component "uexHST" |

| Unknown route-map component "uexHST" |

| Unknown route-map component "uexBHF" |

| Unknown route-map component "uexHST" |

| Unknown route-map component "uexHST" |

| Unknown route-map component "uexHST" |

| Unknown route-map component "uexHST" |

| Unknown route-map component "uexHST" |

| Unknown route-map component "uexKBHFe" |

## Materiale rotabile
Sulla linea prestarono servizio:
- due elettromotrici a carrelli con 45 posti a sedere l'una e dotate di vano bagagliaio
- due locomotori a due assi con vano bagagliaio
- due carri merci coperti a due assi
- dieci carri merci scoperti a due assi (di cui due a sponde alte)

Negli ultimi anni d'esercizio della linea si ha notizia dell'impiego di due carrozze rimorchiate.